# Pentadesma grandifolia
Pentadesma grandifolia är en tvåhjärtbladig växtart som beskrevs av E. G. Baker. Pentadesma grandifolia ingår i släktet Pentadesma och familjen Clusiaceae. Inga underarter finns listade i Catalogue of Life.